# Фіаніт

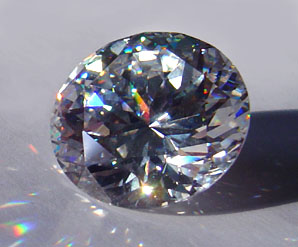
Фіаніт

Фіаніт — штучний матеріал, діоксид цирконію ZrO2, кристалізований у кубічній сингонії. Широко використовується в ювелірній справі як синтетична імітація дорогоцінного каміння.

## Властивості
Фіаніти мають кубічну кристалічну ґратку. Кубічний фіаніт, який є нестабільною високотемпературною кубічною модифікацією діоксиду цирконію, стабілізують добавками оксиду, марганцю, кальцію та ітрію.
Показник заломлення (2,15—2,25), тобто близький до алмазу (2,417—2,419), тому на око важко відрізнити фіаніт від алмазу. Хімічна формула Zr0,8Ca0,2O1,92, може змінюватися залежно від добавок, введених при вирощуванні кристалів для надання їм різних заданих властивостей. Блиск алмазний. Твердість 7,5—8,5. Густина 6,5—10 г/см3. Спайності нема, злам нерівний. Дисперсія у фіанітів 0,06. Для забарвлення безбарвного діоксиду цирконію різними кольорами додаються перехідні і рідкісноземельні елементи. Процес кристалізації фіанітів здійснюється в лабораторних умовах на спеціальних затравках при охолодженні розплаву, швидкість росту кристалів становить до 8-10 мм/год.

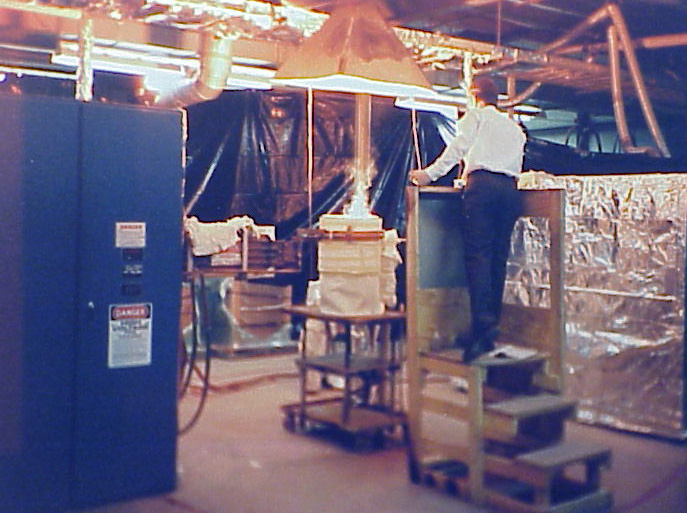
Для створення фіанітів робітник контролює плавлення оксиду цирконію та оксиду ітрію в «холодному тиглі», що нагрівається індукційно

Добавки оксидів металів впливають на колір фіанітів:
| Метал  | Колір                |
| ------ | -------------------- |
| Церій  | жовтий               |
| Церій  | помаранчевий         |
| Церій  | червоний             |
| Хром   | зелений              |
| Неодим | пурпурний            |
| Ербій  | рожевий              |
| Титан  | золотисто-коричневий |

## Походження назви
Свою назву фіаніт отримав на честь Фізичного інституту Академії наук СРСР, (ФІАН) , де він вперше був синтезований, але назва практично не використовується за межами колишнього СРСР і Східної Європи. В інших країнах цей матеріал частіше називають цирконітом. У деяких випадках, особливо в перекладах з іноземних мов, фіаніт називають цирконієм або цирконом, що створює плутанину, оскільки фіаніт імітує синтетичний алмаз, циркон — ніяк не пов'язаний з ним жовто-коричневий мінерал, а цирконій — хімічний елемент.

## Застосування
Фіаніти часто використовують у ювелірній справі. Вставками з цих каменів можуть прикрашатися ювелірні вироби із золота та срібла. В біжутерії вони застосовуються для контрасту прозорості або кольору головної вставки (центру композиції), або як імітація діамантів. Використовуються також в стоматології при керамічному напиленні і в хімічній промисловості.

## Галерея

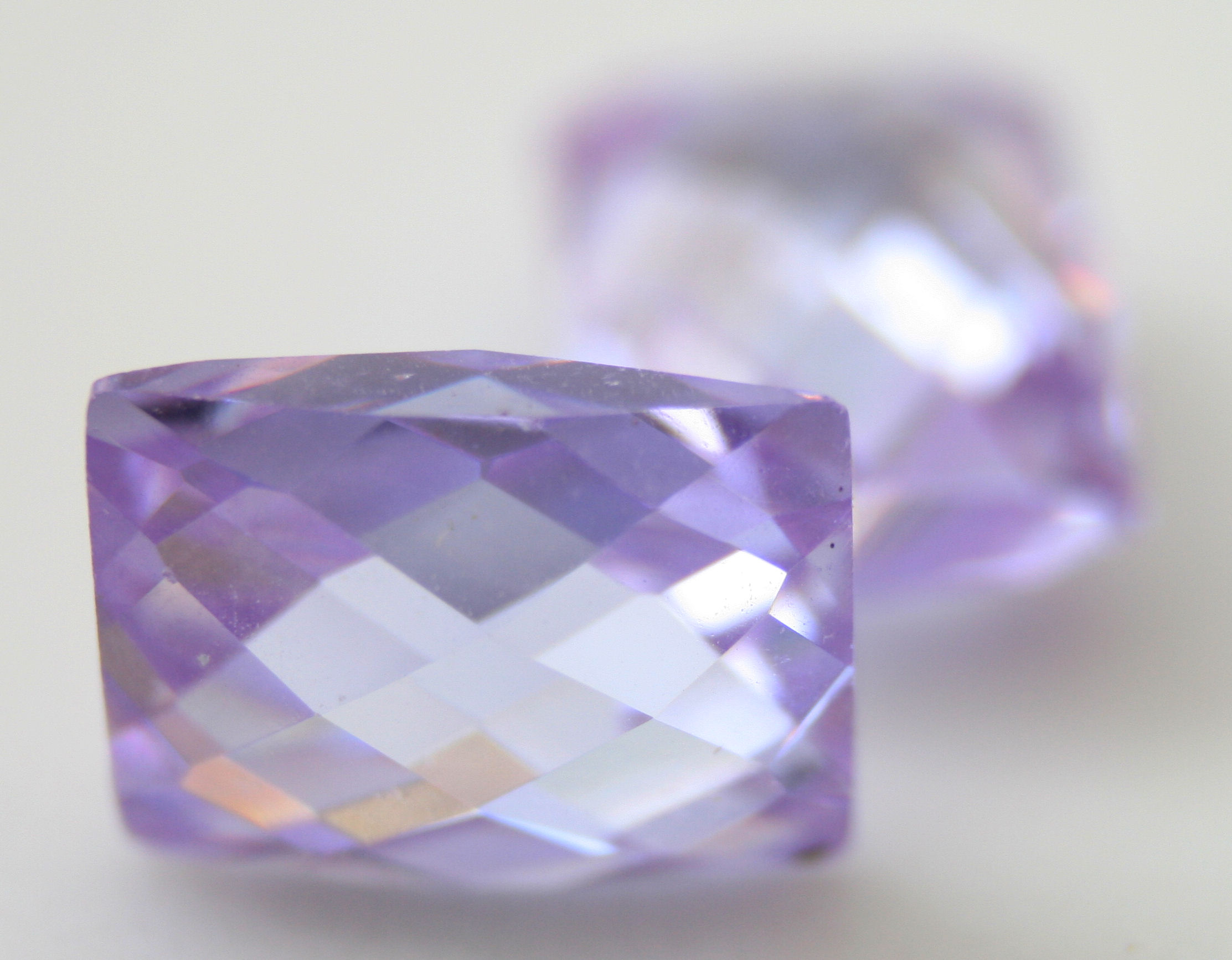
Фіолетовий фіаніт з ограновуванням шахова дошка
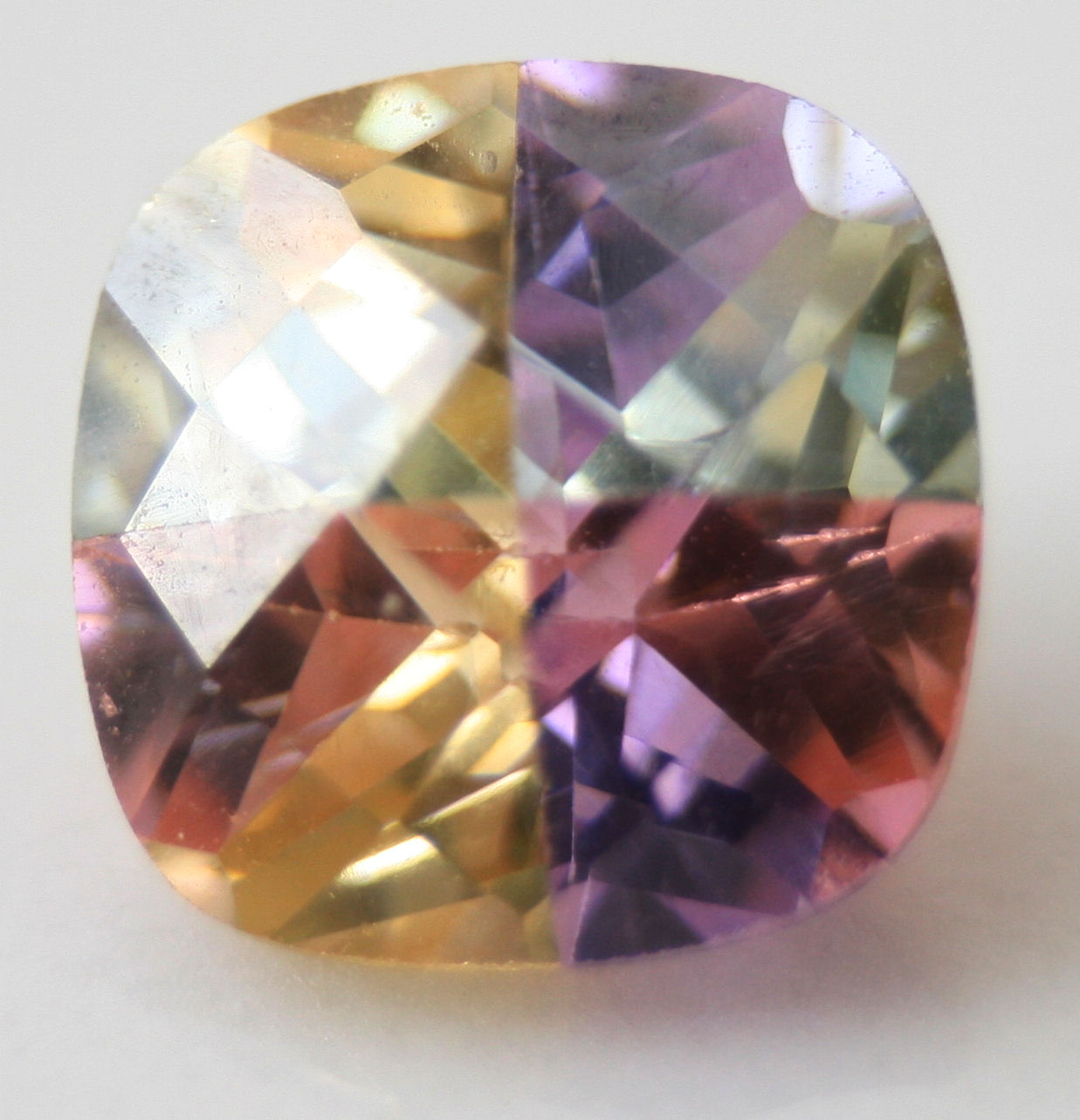
Багатобарвний фіаніт
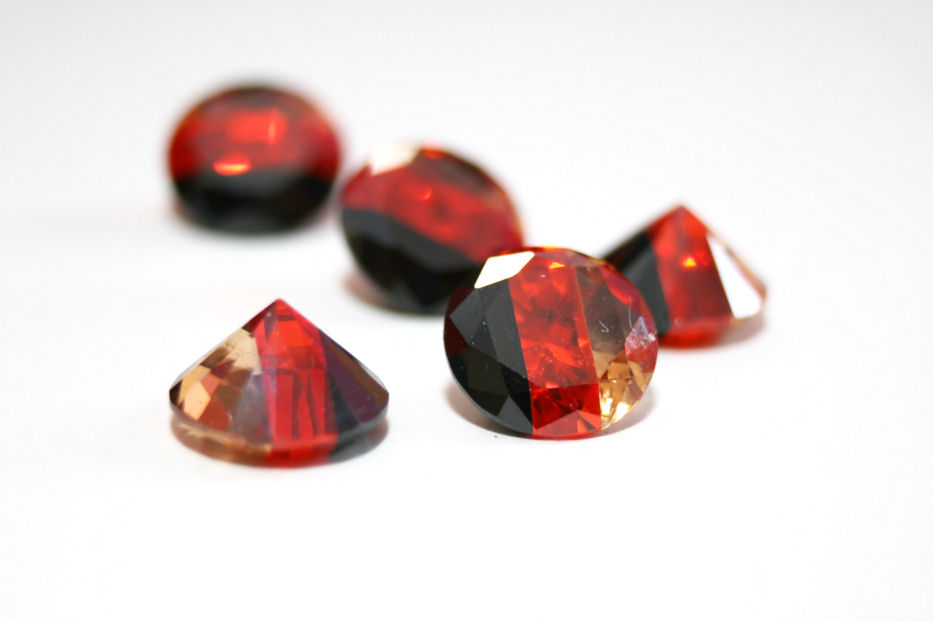
Триколірні фіанітові камені

## Згадки в художній літературі
Павло Загребельний. "Попіл снів"
— ...Хто не знає, то думає, що це діаманти. Насправді ж — фіаніти.
— А яка різниця? — поспитала Оксана.
— Власне, камені природні й вирощені фізиками — мають ті самі властивості, як, скажімо, перли татуся Мікімото і видобуті з глибин моря арабськими рибалками.